# Spitäler Frutigen Meiringen Interlaken
Die Spitäler Frutigen Meiringen Interlaken AG (eigene Schreibweise auch Spitäler fmi AG) ist eines von sieben regionalen Spitalzentren (RSZ) des Kantons Bern (Schweiz) mit Sitz in Unterseen. Das RSZ wurde 2003 gegründet (Alleinaktionär ist der Kanton Bern, vertreten durch die Gesundheits- und Fürsorgedirektion). Es umfasst zwei Akutspitäler in Interlaken und Frutigen sowie ein Gesundheitszentrum in Meiringen, das vorwiegend an private Anbieter vermietet ist. Das Unternehmen beschäftigt rund 1669 Mitarbeitende und erwirtschaftete 2023 einen Gewinn von rund 0,2 Mio. Schweizer Franken.
Neben Einrichtungen der medizinischen Grundversorgung sowie der erweiterten Grundversorgung betreibt das Unternehmen auch 24-Stunden-Notfallaufnahmen an den Standorten Interlaken (Alpines Notfallzentrum) und Frutigen. 2023 wurden insgesamt 9‘848 Patienten stationär und 125‘270 Patienten ambulant behandelt.

## Kliniken
- Spital Frutigen in Frutigen. Koordinaten
- Spital Interlaken. Koordinaten
- Gesundheitszentrum Meiringen: Koordinaten
Das Gesundheitszentrum befindet sich in Meiringen im ehemaligen Bezirksspital Oberhasli. Es enthält neben den Einrichtungen der FMI AG (chirurgische Tagesklinik mit Notfallversorgung, Rettungsstützpunkt, kleine Abteilung für Radiologie) auch  drei Hausarztpraxen, fachärztliche Sprechstunden auf Zuweisung der Hausärzte, den Geschäftssitz der regionalen Spitex, eine Physiotherapie, eine Zweigstelle der kantonalen Mütter- und Väterberatung sowie eine Praxis für Bio- und Neurofeedback.